# Ribeira Seca (Santiago)
La ribeira Seca est un cours d'eau qui arrose l'île de Santiago au Cap-Vert.

## Description
Le fleuve ribeira Seca s'écoule sur 18 km de long et la superficie de son bassin versant à une superficie de de 71,5 km2.
Situé dans la partie orientale de l'île, il traverse les communes de São Lourenço dos Órgãos et Santa Cruz.
Sa source se trouve près du point culminant de l'île, le Pico da Antónia, d'où il coule vers l'est jusqu'à João Teves. Il tourne vers le nord-est et se jette dans l'océan Atlantique à Achada Fazenda, à 2 km au sud-est de Pedra Badejo. 
Son cours supérieur est nommé Ribeira de Pico da Antónia dans sa partie la plus haute, et Ribeira de Lage près de João Teves.
Ses affluents les plus importants sont la Ribeira de São Cristovão et la Ribeira da Montanha. 
L'estuaire de la Ribeira Seca, les Lagoas de Pedra Badejo, est une zone humide importante.
En 2006, le barrage de Poilão a été construit, créant un réservoir pour l'irrigation.